# فهد العتيق
فهد العتيق (مواليد 1960م، الرياض) قاص وروائي سعودي، يكتب القصة والرواية والنص النقدي. صدر له مجموعة من الكتب المطبوعة في القصة والرواية، وكتب ونشر في الصحف والمجلات الثقافية العربية مقالات ثقافية ومراجعات نقدية في الروايات العربية والعالمية.
تُرجمت بعض قصصه إلى الإنجليزية والفرنسية عام 1993م عن طريق مجلة لوتس. كتب بعض الأدباء والنقاد العرب عن قصصه (إذعان صغير) و(أظافر صغيرة) في الصحف العربية باعتبارها من التجارب القصصية الناضجة على المستوى العربي، ترجمت الجامعة الأمريكية بالقاهرة روايته كائن مؤجل إلى اللغة الإنجليزية عام 2012م، وصدرت في كتاب موجود في المكتبات بعنوان life on hold.
كتب قصصه ورواياته المعروفة عن حارات الرياض القديمة والحديثة والتحولات التي عاشتها هذه المدينة العريقة خلال المئة عام الماضية، بالذات في كتبه إذعان صغير وأظافر صغيرة وكائن مؤجل، ظل لهذه الأماكن الحضور الواضح في كل أعمال الكاتب القصصية والروائية التي نشرت في مطلع التسعينات الميلادية بداية من مجموعته: إذعان صغير. صدرت عن مختارات فصول بالقاهرة 1992. وتوالت بعدها ذلك أعماله الأدبية مثل المجموعة القصصية: أظافر صغيرة جدا وصدرت عن نادي جدة الأدبي وعن مختارات فصول بالقاهرة عام 2000، ثم الرواية كائن مؤجل 2004. صدرت عن المؤسسة العربية للدراسات في بيروت، وهي أولى رواياته التي حققت حضورا على المستوى العربي، وكتب عنها عدد كبير من المراجعات والدراسات النقدية التي نشرت في الصحف والمجلات والمواقع العربية. وقد ترجمتها الجامعة الأمريكية بالقاهرة إلى اللغة الإنكليزية بعنوان: Life on Hold Fahd Al-Atiq، ثم روايته الملك الجاهلي يتقاعد التي وصلت إلى القائمة الطويلة في جائزة الشيخ زايد في عام  2016. و كتابه القصصي الأخير ليل ضال مثل بلاد ضائعة 2018 عن دار روافد للنشر بالقاهرة.
نشر نصوصه الأدبية المتنوعة في صحف ومجلات مثل: الحياة والرياض واليوم واليمامة والفيصل وأخبار الأدب وابداع والكرمل والجديد وموقع القصة العربية وموقع أنطولوجيا السرد العربي ونادي القصة السعودي وموقع الكتابة الثقافي وغيرها من الصحف والمجلات.

## مؤلفاته
| العنوان                      | اللغة   | الناشر                                   | السنة | عدد الصفحات | الترقيم الدولي         | المصدر                      |
| ---------------------------- | ------- | ---------------------------------------- | ----- | ----------- | ---------------------- | --------------------------- |
| كائن مؤجل                    | العربية | المؤسسة العربية للدراسات والنشر          | 2004  | 132         | (ردمك 9953365989)      | [ 6 ] [ 7 ] [ 8 ]           |
| هي قالت هذا                  | العربية | المؤسسة العربية للدراسات والنشر          | 2007  | 137         | (ردمك 9789953361932)   | [ 9 ] [ 10 ] [ 11 ]         |
| الملك الجاهلي يتقاعد (رواية) | العربية | المؤسسة العربية للدراسات والنشر          | 2014  | 162         | (ردمك 9786144194492)   | [ 12 ] [ 13 ] [ 14 ]        |
| كمين الجاذبية                | العربية | المؤسسة العربية للدراسات والنشر          | 2007  | 94          | (ردمك 139789953361924) | [ 15 ] [ 16 ] [ 17 ]        |
| ليل ضال مثل بلاد ضائعة       | العربية | روافد للنشر والتوزيع                     | 2018  | 142         | (ردمك 9789777514415)   | [ 18 ] [ 19 ] [ 20 ]        |
| إذعان صغير                   | العربية | الهيئة المصرية العامة للكتاب             | 1990  | 70          | لا يوجد                | [ 21 ] [ 22 ] [ 23 ] [ 24 ] |
| أظافر صغيرة وناعمة           | العربية | الهيئة المصرية العامة للكتاب             | 2000  | لا يوجد     | لا يوجد                | [ 25 ] [ 26 ] [ 27 ]        |
| مسافات للمطر                 | العربية | الجمعية العربية السعودية للثقافة والفنون | 1985  | لا يوجد     | لا يوجد                | لا يوجد                     |
| عرض موجز                     | العربية | لا يوجد                                  | 1990  | لا يوجد     | لا يوجد                | لا يوجد                     |
| ذاكرتي في دفتر ضائع          | العربية | دار أروى العربية للنشر                   | 2023  |             |                        | [ 28 ]                      |
| قاطع طريق مفقود (رواية)      | العربية | المؤسسة العربية للدراسات والنشر          | 2024  |             |                        |                             |